# Hala Kryta

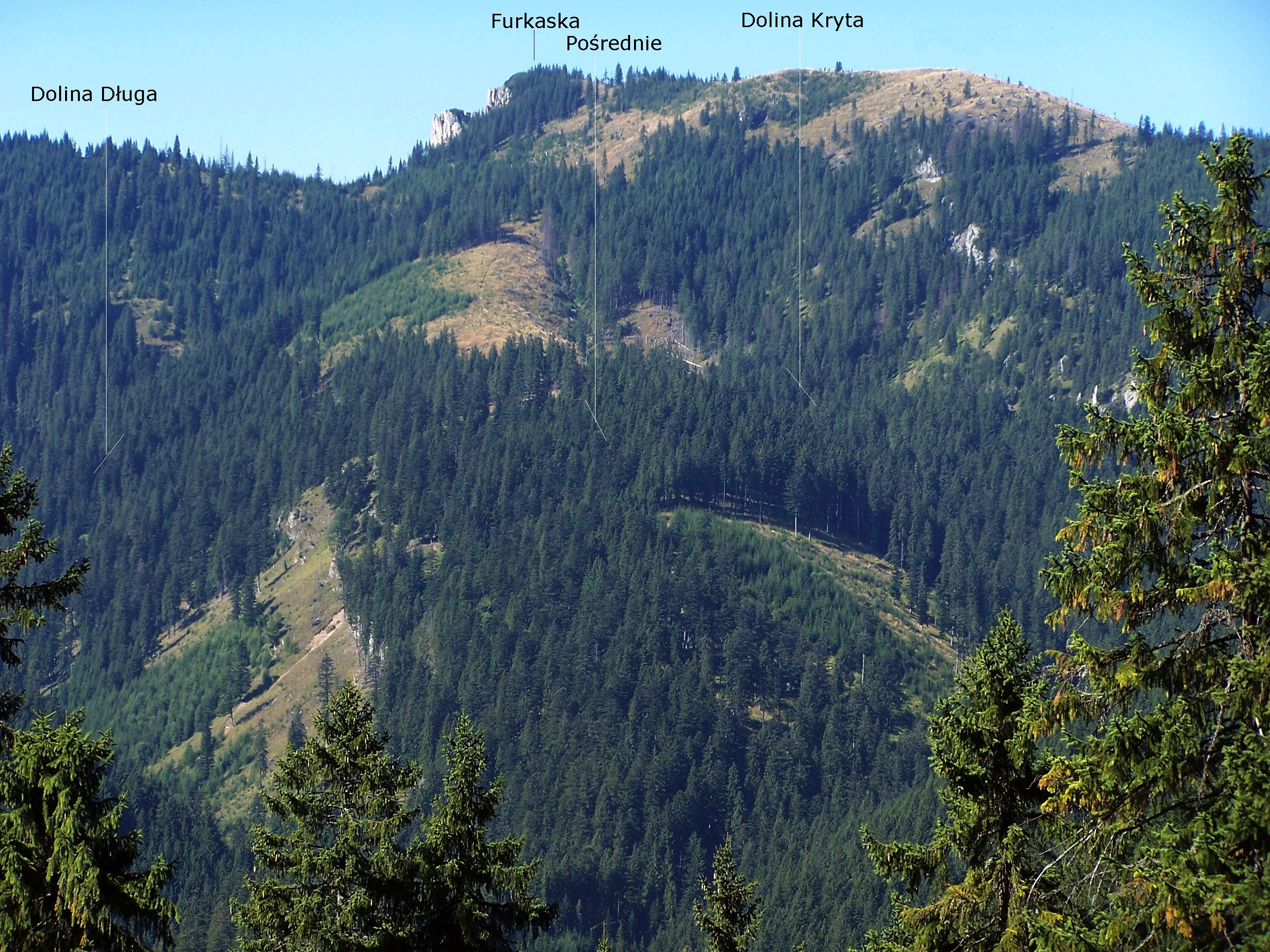
Górna część dawnej Hali Krytej

Hala Kryta lub Hala Kryta-Koryciska – dawna hala pasterska w polskich Tatrach Zachodnich. Obejmowała obszary po zachodniej stronie Doliny Chochołowskiej: Dolinę Krytą wraz z Krytą Polaną i dolinę Wielkie Koryciska wraz z polaną Tyrałówka. Łączna powierzchnia hali w 1960 wynosiła 27,85 ha, w tym lasy stanowiły 18,23 ha, nieużytki 9,62 ha. Była to więc hala o znikomej wartości użytkowej, wypas w przeliczeniu na owce wynosił 60 sztuk. Największą wartość użytkową przedstawiały polany, te były jednak koszone, wypas zaś odbywał się głównie na ich obrzeżach, w wąskiej i kamienistej dolince oraz w otaczających ją lasach.
Nazwa hali pochodzi od tego, że jest schowana, skryta. Dawniej stały na niej szałasy: na Krytej Polanie, w Wielkich Koryciskach i prawdopodobnie także na polanie Tyrałówka. Obszar hali był własnością Wspólnoty Leśnej Uprawnionych Ośmiu Wsi z siedzibą w Witowie. W latach 1960–1965 został wraz z całą Doliną Chochołowską przymusowo włączony do obszaru Tatrzańskiego Parku Narodowego. Później górale sądownie odzyskali swoją własność, jednakże mogą użytkować ją tylko pod nadzorem parku.